# Cusco (band)
Cusco was een Duitse instrumentale new age-band vernoemd naar de Peruviaanse stad Cuzco. Cusco's muziek bevat invloeden van wereldmuziek met een nadruk op de Zuid-Amerikaanse fluit, gemixt met synthesizerklanken.

## Geschiedenis
De band werd gevormd in 1979 door Michael Holm en Kristian Schultze. Holm had hiervoor al een carrière opgebouwd als succesvol zanger, en wilde een muzikaal tribuut brengen aan oude culturen. Schultze was lid van de jazzband Passport en deelde met Holm een muzikale en geschiedkundige interesse. Na de oprichting Cusco werd het eerste album uitgebracht in 1980. Later werd getekend bij platenlabel Higher Octave Music, waarbij het eerste album in 1988 uitkwam. De albums van Cusco bleven hoog in de instrumentale hitlijsten staan, waarvoor ze drie keer zijn genomineerd voor een Grammy Award.
Cusco's muziek werd regelmatig gebruikt als achtergrondmuziek, als tussenmuziek bij het Amerikaanse radioprogramma Coast to Coast AM, en vele commercials.
In 2011 overleed Kristian Schultze.

## Onderscheidingen
Het album Inner Journeys: Myths & Legends ontving in 2004 in de Verenigde Staten Cusco's derde nominatie voor een Grammy Award.

## Discografie

### Studioalbums
- Desert Island (1980)
- Cusco II (1981)
- Cool Islands (1982)
- Planet Voyage (1982)
- Virgin Islands (1983)
- Island Cruise (1984)
- Apurimac (1985; wereldwijd 1988)
- Concierto de Aranjuez (1986)
- Tales from a Distant Land (1987)
- Mystic Island (1989)
- Ring der Delphine (1989)
- Water Stories (1990)
- Sielmann 2000 Soundtrack (1991)
- Cusco 2000 (1992)
- Cusco 2002 (1993)
- Australia (1993)
- Apurimac II: Return to Ancient America (1994)
- A Choral Christmas (1995)
- Ring of the Dolphin (1996)
- Apurimac III: Nature - Spirit - Pride (1997)
- Ancient Journeys: A Vision of the New World (2000)
- Inner Journeys: Myth + Legends (2003)

### Compilaties
- The Magic Sound of Cusco (1988)
- The Best of Cusco (1997)
- Best of Cusco: Dreams & Fantasies (1998)
- The Early Best of Cusco (1999)
- Essential Cusco: The Journey (2005)
- The Best of Cusco (Ales) (2008)
- The Ultimate Cusco Retrospective (2012)